# إيكاتشي إيبيلكا
شركة إيكاتشي إيبيلكا المحدودة (باليابانية: 株式会社エカチエピルカ، بالروماجي: Kabushiki-gaisha Ekachi Epiruka) هو استوديو رسوم متحركة ياباني، تأسس في مارس 2017، ويقع مقره في هوكايدو.

## أعمال الاستوديو

### مسلسلات أنمي تلفزيونية
| العنوان                                         | المخرج         | تاريخ بداية العرض | تاريخ نهاية العرض | عدد الحلقات | المراجع |
| ----------------------------------------------- | -------------- | ----------------- | ----------------- | ----------- | ------- |
| فوميكيري جيكان                                  | يوشيو سوزوكي   | 9 أبريل 2018      | 25 يونيو 2018     | 12          | [ 2 ]   |
| Demon Lord, Retry!                              | هيروشي كيمورا  | 4 يوليو 2019      | 19 سبتمبر 2019    | 12          | [ 3 ]   |
| 180-Byō de Kimi no Mimi o Shiwase ni Dekiru ka? | يوشينوبو كاساي | أكتوبر 2021       | TBA               | TBA         | [ 4 ]   |

## وصلات خارجية
- الموقع الرسمي باللغة اليابانية
- إيكاتشي إيبيلكا على موقع ANN company (الإنجليزية)